# Avezzano Calcio
Avezzano Calcio Ar. L. là một câu lạc bộ bóng đá Ý có trụ sở tại Avezzano, Abruzzo.

## Lịch sử
Câu lạc bộ được thành lập vào năm 1919 và được thành lập lại vào năm 1998 và 2009. Vào năm 1996-97, đội đã chơi ở Serie C1, mức cao nhất mà đội đạt được.

### Nuova Avezzano
Sau các vấn đề tài chính, năm 2009 Nuova Avezzano Calcio đã cố gắng hợp nhất với đội đang tham gia Serie C2 AS Pescina Valle del Giovenco. Khi việc sáp nhập bị từ chối bởi Lega Calcio Serie C, câu lạc bộ đã gấp và bán quyền thể thao của mình cho ASD Luco Canistro. Vào năm 2010-11, Pescina chơi ở sân của Avezzano vì sân của họ không đủ điều kiện cho Lega Pro, dù sao cũng sẽ được đổi tên thành Avezzano Valle del Giovenco.

### Thành lập lại
Vào năm 2009, câu lạc bộ đã được thành lập lại với tên ASD Avezzano Foce Nuova, trong mùa giải 2010-11 đã được thăng hạng lên Promozione Abruzzo. Vào mùa hè năm 2011, đội dễ dàng đổi tên với tên hiện tại 

## Màu sắc và huy hiệu
Màu sắc của nó là trắng và xanh lá cây. Logo phải tập trung vào con sói Marsicano.

## Danh hiệu
- liên_kết= Coppa Italia Dilettanti 
  - Vô địch (1): 1986 trận87

## Cầu thủ đáng chú ý
Cầu thủ có 100 lần ra sân
- liên_kết=|viền Alessandro Del Grosso

Đội tuyển quốc gia Ý
- liên_kết=|viền Giuseppe Pancaro